# Fédération italienne des associations photographiques
La Fédération italienne des associations photographiques (Federazione Italiana Associazioni Fotografiche) est l'organisation qui réunit la majorité des clubs photographiques d'Italie.
Elle réunit des clubs photographiques et des associations culturelles avec plusieurs sections thématiques, leurs membres, ainsi que des photographes individuels, en leur proposant une série d'activités telles que des expositions, des concours, des enseignements et de nombreux événements avec lesquels les clubs eux-mêmes, avec leurs propositions de réunions hebdomadaires, impliquent tous les groupes d'âge et tous les niveaux d'intérêt dans le domaine de la photographie.
En outre, il convient de noter que les opportunités culturelles et éducatives, animées par des orateurs et des conférenciers qualifiés, sont structurées et coordonnées par le DAC (département des activités culturelles), tandis que d'autres départements spécialisés mettent en œuvre les propositions formulées par le Conseil national.
Chaque jour, des photographes non professionnels, italiens et autres, sont en contact avec la FIAF, notamment par le biais du site web. Les occasions sont nombreuses qui attirent l'attention du milieu photographique national sur la FIAF en raison de sa vivacité et de sa capacité d'innovation à l'égard des phénomènes culturels et des développements technologiques qui, avec les techniques numériques, ont fait irruption dans le monde de l'image photographique.

## Structure
Fondée le 19 décembre 1948, la FIAF comptait fin 2009 plus de 520 clubs et près de 6 000 membres, avec un réseau de délégués régionaux et provinciaux qui favorisent les échanges entre les clubs et participent à des événements de plus grande envergure, souvent réalisés avec des institutions publiques telles que des bibliothèques, des espaces d'exposition et des écoles.
La FIAF est membre à part entière de la Fédération internationale de l'art photographique (FIAP), au sein de laquelle elle joue un rôle important dans l'alternance des positions institutionnelles ainsi que dans les résultats des classements internationaux des concours thématiques.
En 2005, il a fondé, en collaboration avec la municipalité de Bibbiena (AR), le Centre italien pour la photographie d'art, dans le but d'éviter la dispersion de la production la plus significative des auteurs italiens.

## Présidents
- 1948 - 1957 : Italo Bertoglio
- 1957 - 1968 : Renato Fioravanti
- 1968 - 1972 : Luigi Martinengo
- 1972 - 1993 : Michele Ghigo
- 1993 - 2002 : Giorgio Tani
- 2002 - 2011 : Fulvio Merlak
- 2011 - 2014  : Claudio Pastrone
- 2014 : Roberto Rossi